# Richard Kruse
Richard Adam Kruse (n. 30 iulie 1983, Londra, Anglia, Regatul Unit) este un scrimer britanic specializat pe floretă. A fost vicecampion european la individual în 2006 și pe echipe în 2009. A reprezentat Marea Britanie la patru ediții ale Jocurilor Olimpice: Atena 2004, Beijing 2008, Londra 2012 și Rio 2016.

## Palmares
Clasamentul la Cupa Mondială
| An  | 2003 | 2004 | 2005 | 2006 | 2007 | 2008 | 2009 | 2010 | 2011 | 2012 | 2013 | 2014 | 2015 |
| --- | ---- | ---- | ---- | ---- | ---- | ---- | ---- | ---- | ---- | ---- | ---- | ---- | ---- |
| Loc | 41   | 40   | 54   | 23   | 37   | 24   | 4    | 8    | 22   | 14   | 17   | 21   | 17   |